# Alby, Botkyrka kommun
För andra betydelser, se Alby.

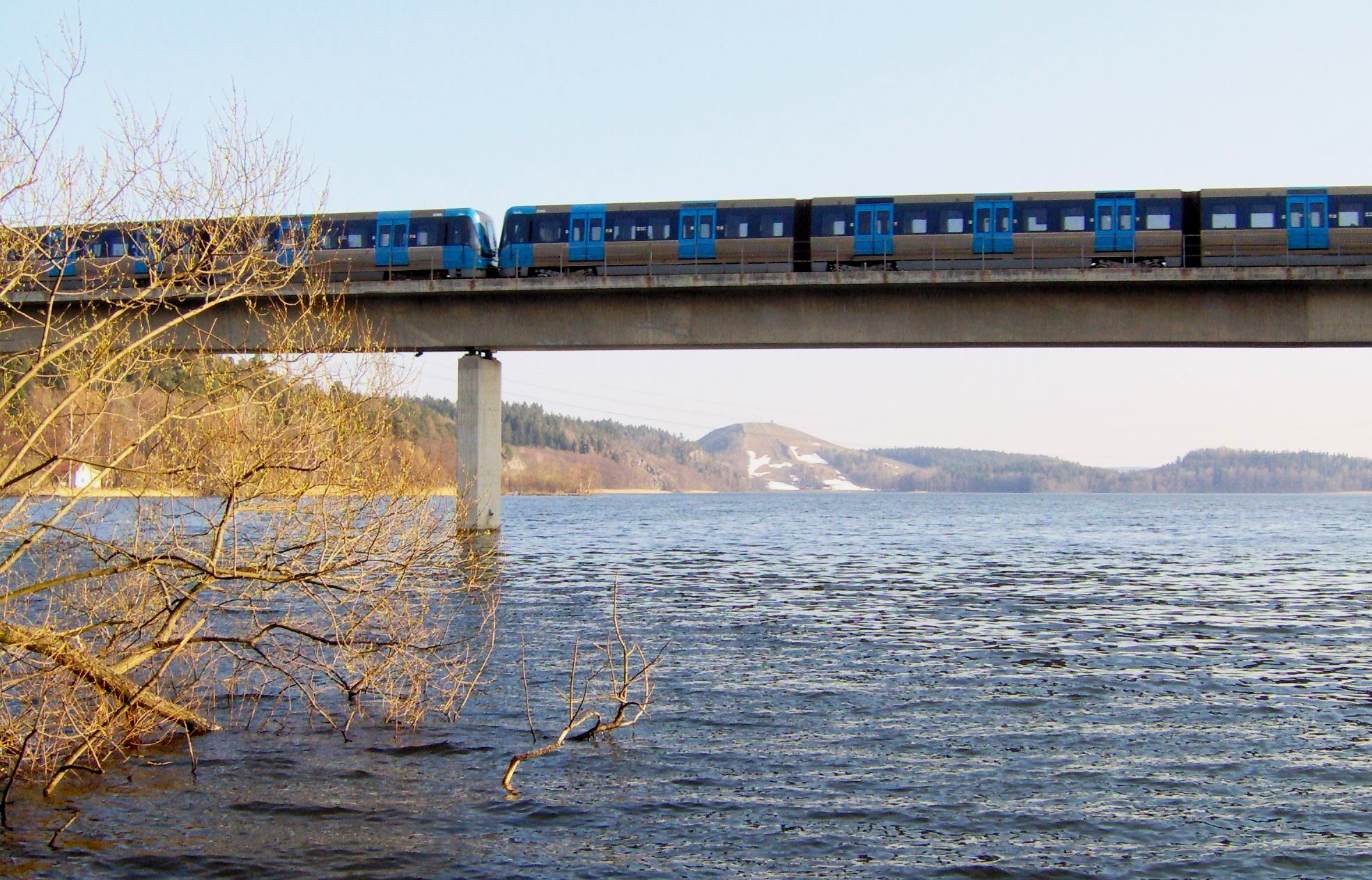
Albysjön, gränssjö mellan Huddinge och Botkyrka kommuner.

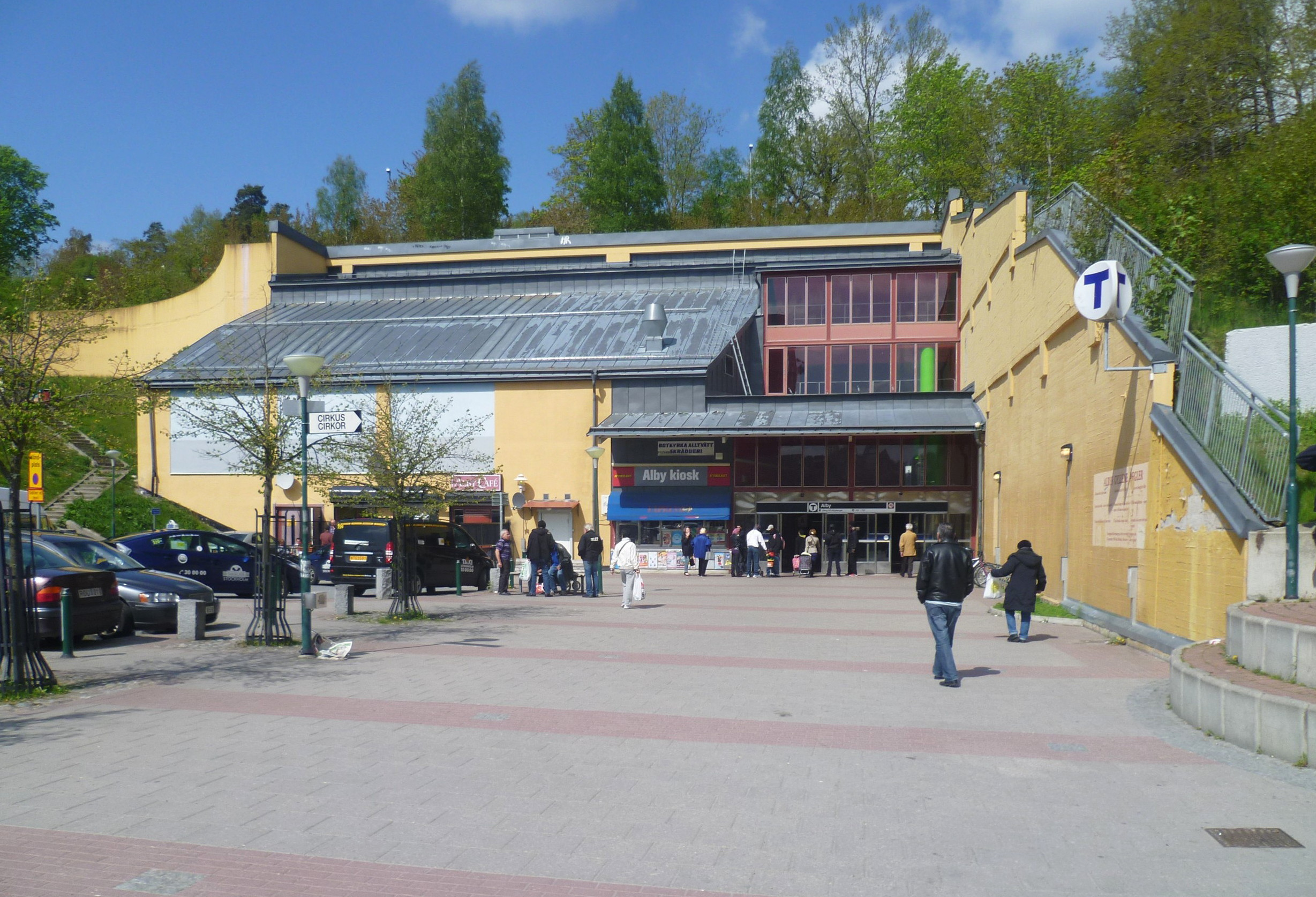
Tunnelbanestationen från Alby centrum.

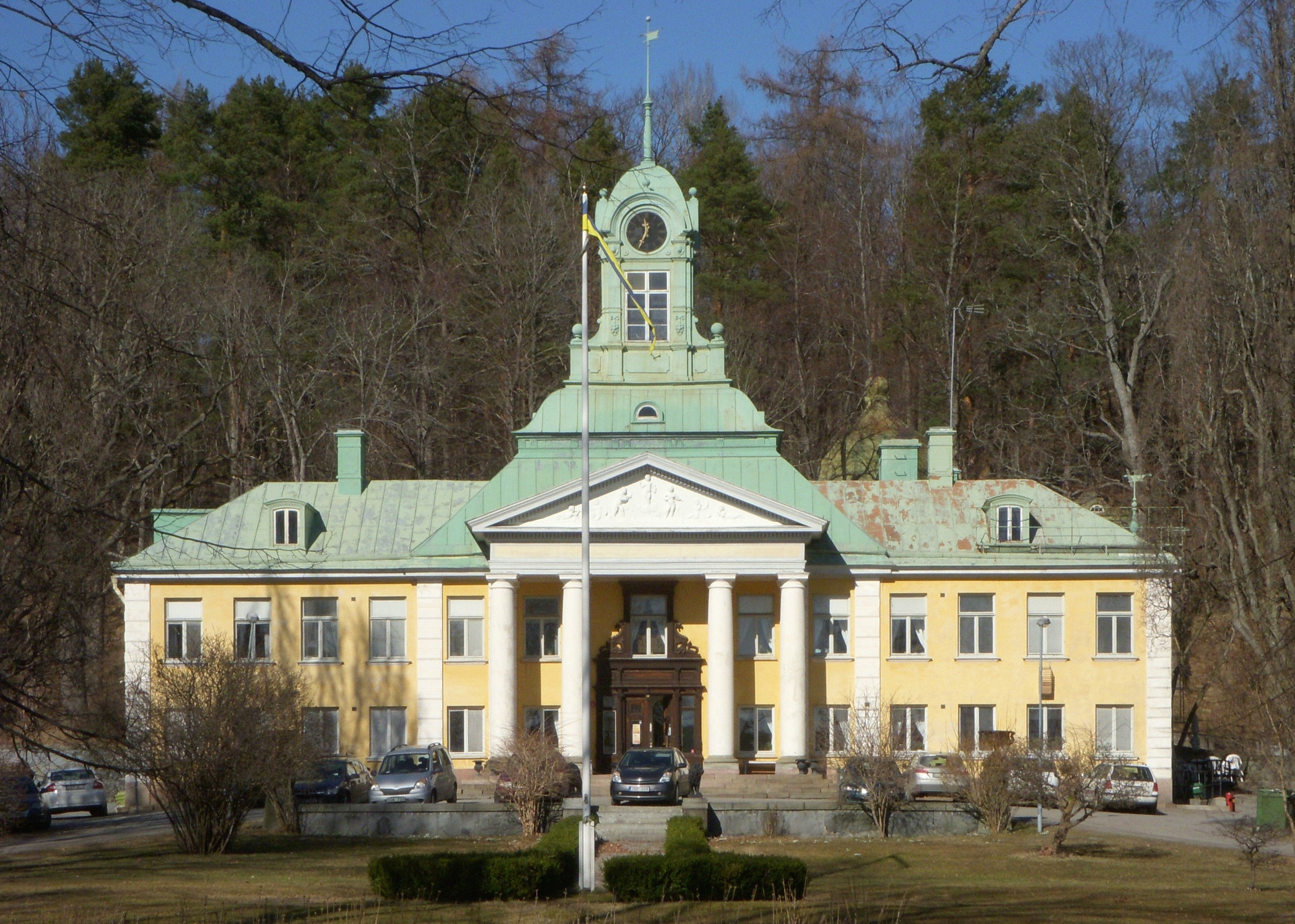
Alby gård, mars 2012.

Alby är en del av Stockholms tätort och en kommundel i Botkyrka kommun. I Alby ligger Subtopia, där Cirkus Cirkör har sin verksamhet.
De flesta bor i någon av Botkyrkabyggens 3 000 lägenheter.

## Historia
Det tidiga Alby låg på ett berg och landskapet reste sig tidigt ur havet (se Landhöjningen i Stockholm). Det var ett skärgårdslandskap som karaktäriserade stenåldern (8000–1800 f.Kr.). Alby gård och Albykistan, hällkistegraven från stenåldern, är de två mest utmärkande minnena från Albys kulturhistoria. Alby är den hittills enda kända boplatsen från bronsålderns andra period i Mälardalen. Kulturlagret innehåller mängder av skärvsten. Fynden omfattar ca 850 keramikskärvor, bland annat flera kärl med mynningsvulst, löpare, en fragmentarisk skafthålsyxa och en blå glaspärla.

### Befolkningshistorik
Alby blev tätort 1970, då hade orten 378 invånare och växte ihop med Stockholm inför tätortsavgränsningen 1975.

## Demografi
Sammanlagt bor det cirka 13 400 invånare i Alby, varav 83,5 procent har utländsk bakgrund 2016.

## Tunnelbanestationen
Alby är en station på Stockholms tunnelbana. Stationen invigdes den 12 januari 1975. Avståndet från station Slussen är 19,0 kilometer. Den ligger mellan stationerna Fittja och Hallunda.

## Industrier
Eriksbergs industriområde ligger söder om Södertäljevägen (motorvägen E4/E20, trafikplats Hallunda) och väster om Hågelbyleden i norra delen av Botkyrka kommun. Området började bebyggas i början av 1970-talet. I norra delen ligger flera stormarknader som Biltema, Bauhaus, Rusta och ICA Maxi. I södra delen finns ett stort antal företag i varierande branscher. År 2005 antogs ett detaljplaneprogram för utvidgning av Eriksbergs industriområde mot öst med cirka 26 hektar.

## Sevärdheter i Alby

### Alby gård
Alby gård har anor från medeltiden. Säteriet är byggt i empirestil med stark klassisk påverkan. Den slutliga utformningen fick gården efter 1895 då telefonfabrikör Lars Magnus Ericsson ägde gården. Han byggde om gårdens huvudbyggnad och planerade för ett mönsterjordbruk. År 1947 köptes gården av Botkyrka kommun och idag bedriver socialförvaltningen verksamhet i lokalerna.

### Albykistan
Albykistan är rekonstruktionen av en hällkista i närheten av Eriksbergs industriområde. En hällkista är en gravtyp från yngre stenåldern som är mycket ovanlig i Mälarlandskapen; det finns endast sju kända hällkistor i Stockholms län. Albykistan har daterats till ungefär år 1800 f.Kr.

### Flottsbro
Flottsbro och Flottsbrosundet har historiska anor. Under medeltiden gick Göta landsväg från Stockholm till Svartlötens, Svarta Löt tingsplats över Flottbrosundet mellan Albysjön och Tullingesjön. 1568 drog Erik XIV över bron vid Flottsbro för att strida mot upproriska bröder. Slaget stod vid Botkyrka kyrka. Under Sturetiden stod ett slag vid Flottsbro mellan en dansk här och svenska försvarare. Den gamla tingsväg, Göta landsväg, som gick över Flottsbro förblev den viktigaste trafikleden till slutet av 1600-talet.

### Stenvalvsbro
Den gamla stenvalvbron vid avfarten till Eriksbergs industriområde i Alby, är en del av Göta landsväg från Stockholm till Botkyrka och vidare mot Södertälje. Stenbron har reparerats och bevarats som ett kulturminne.

### Svartlötens, Svarta Löt tingsplats
Någonstans nedanför Albyberget i närheten av E4/E20 låg en av medeltidens mest kända platser i Södermanland: Svartlötens tingsplats. Här höll man ting redan när Stockholm grundades i mitten av 1200-talet. Svartlöten gav namn åt Svartlösa härad och senare åt Svartlösa tingsrätt. 1977 ändrades namnet till Huddinge tingsrätt.

## Bildgalleri

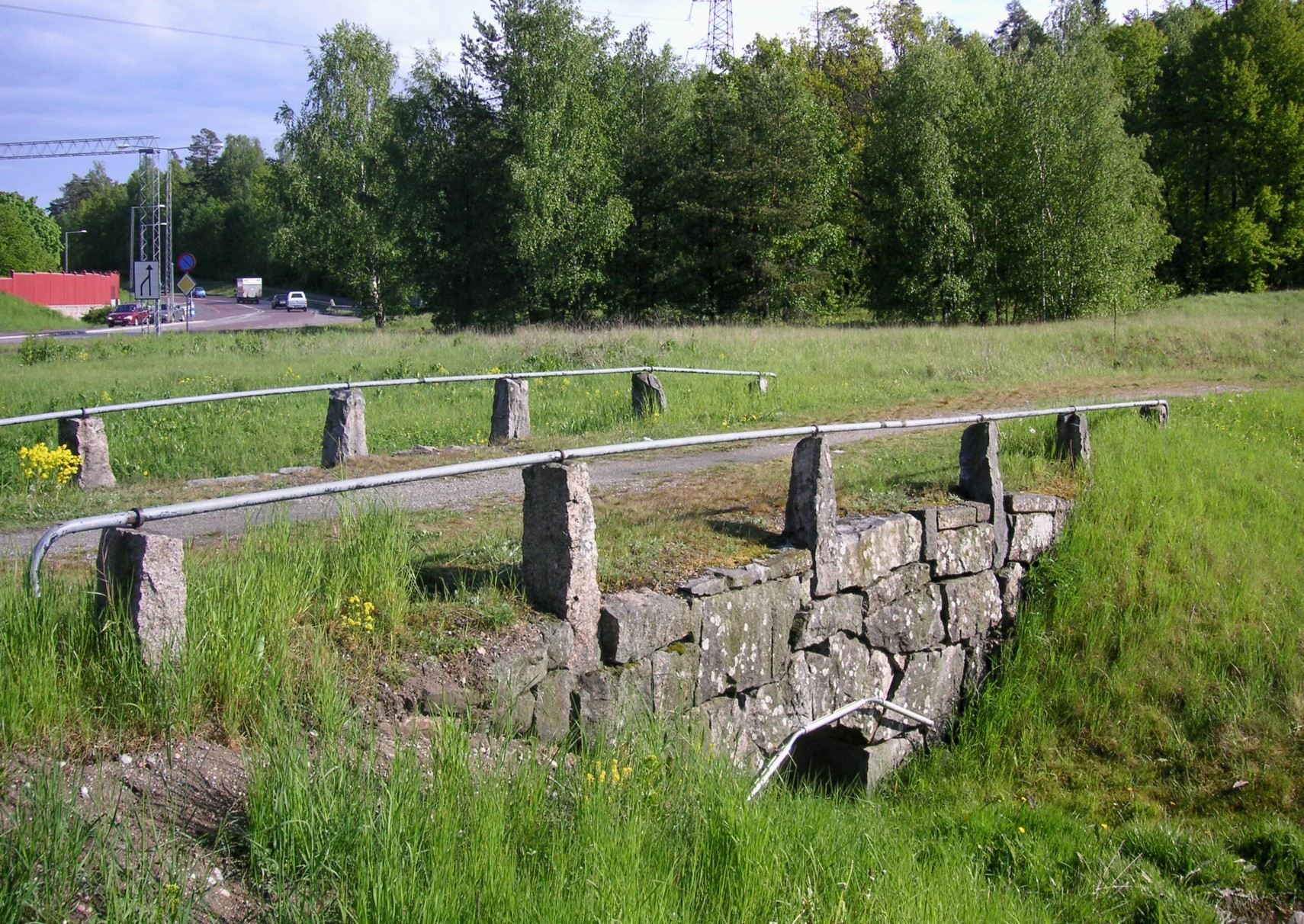
Stenvalvsbron för Göta landsväg vid Eriksbergs industriområde.
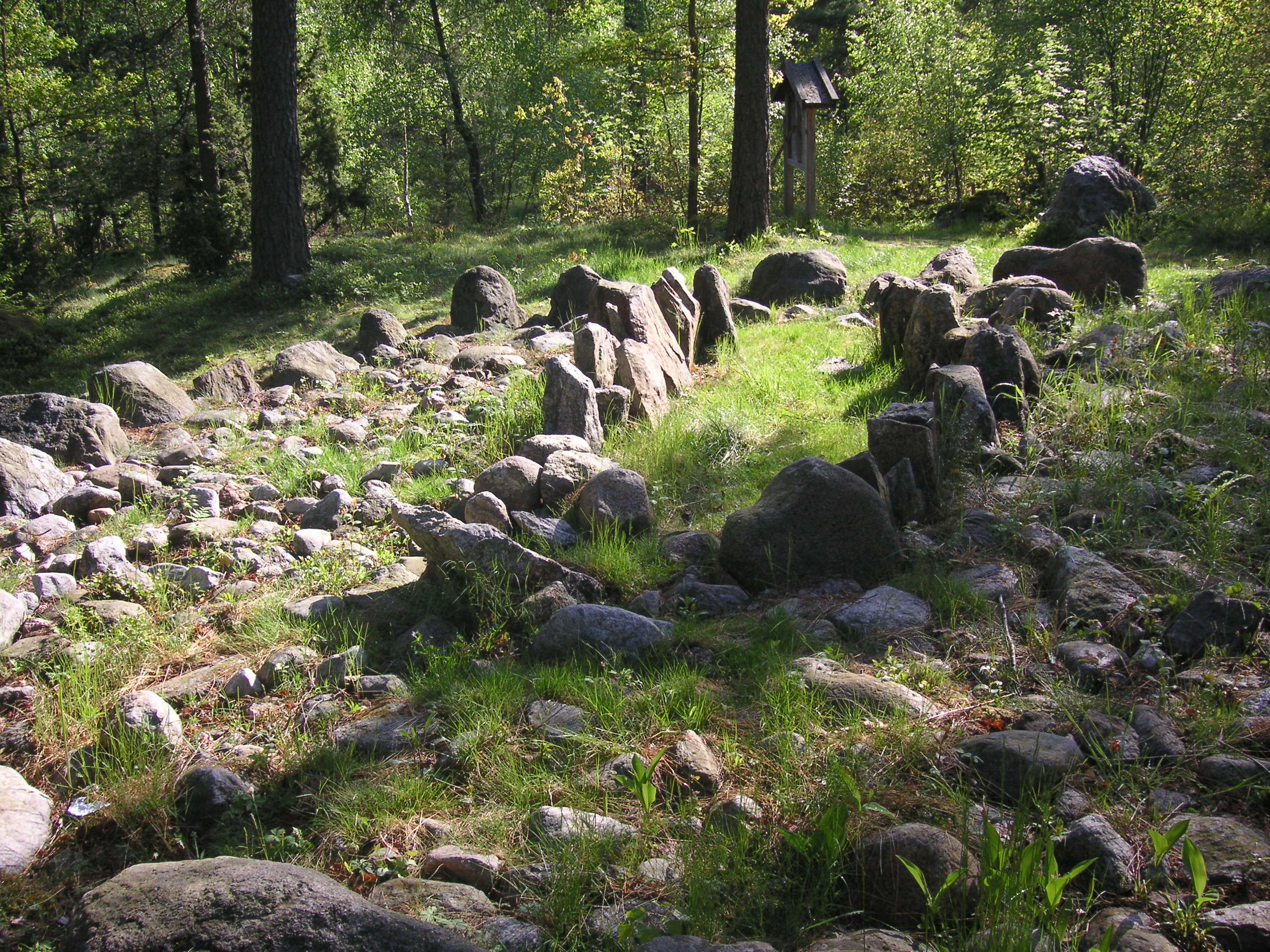
Rekonstruktion av Albykistan, maj 2008.
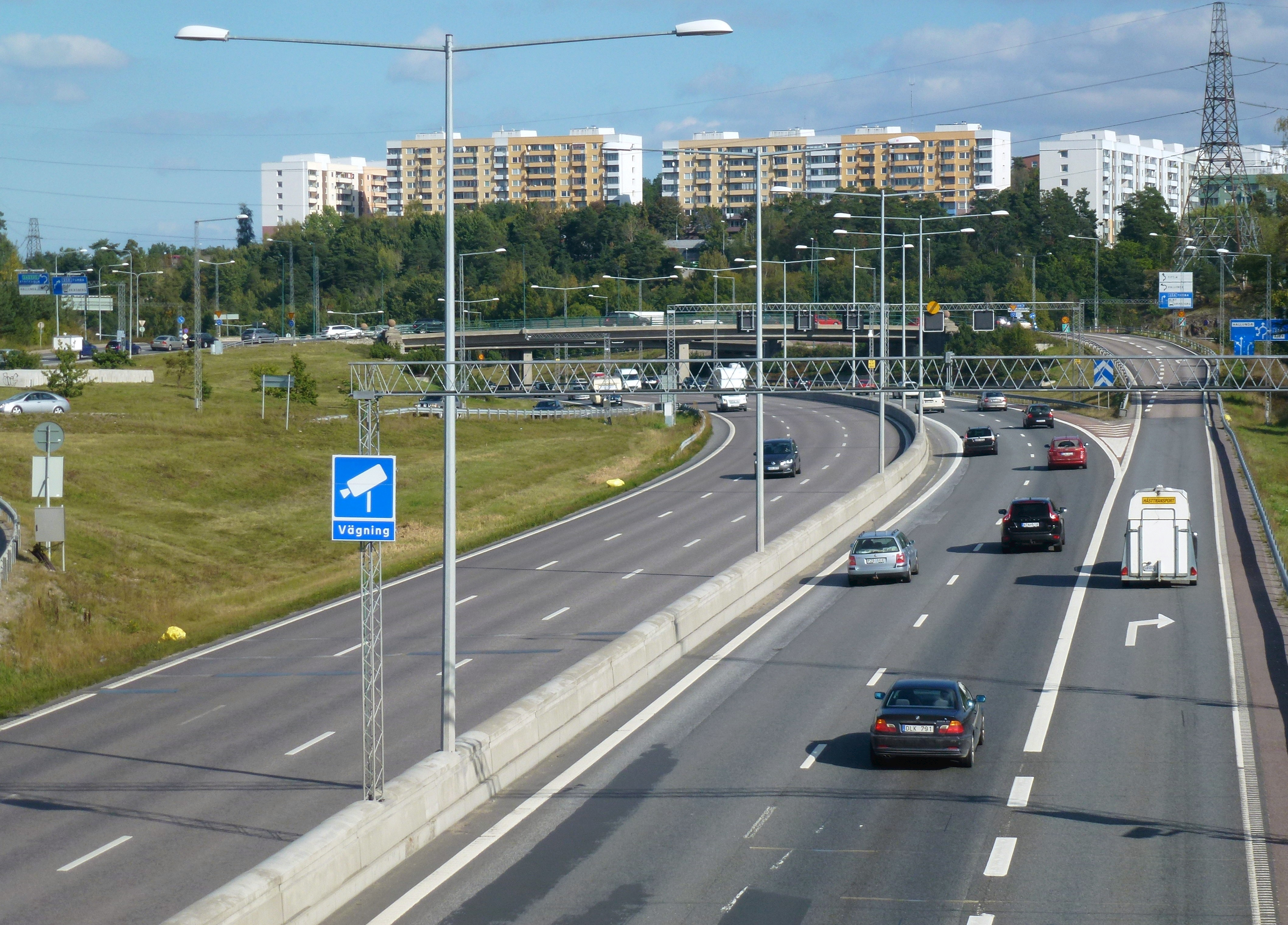
Södertäljevägen med trafikplats Hallunda och Albyberget i bakgrunden.
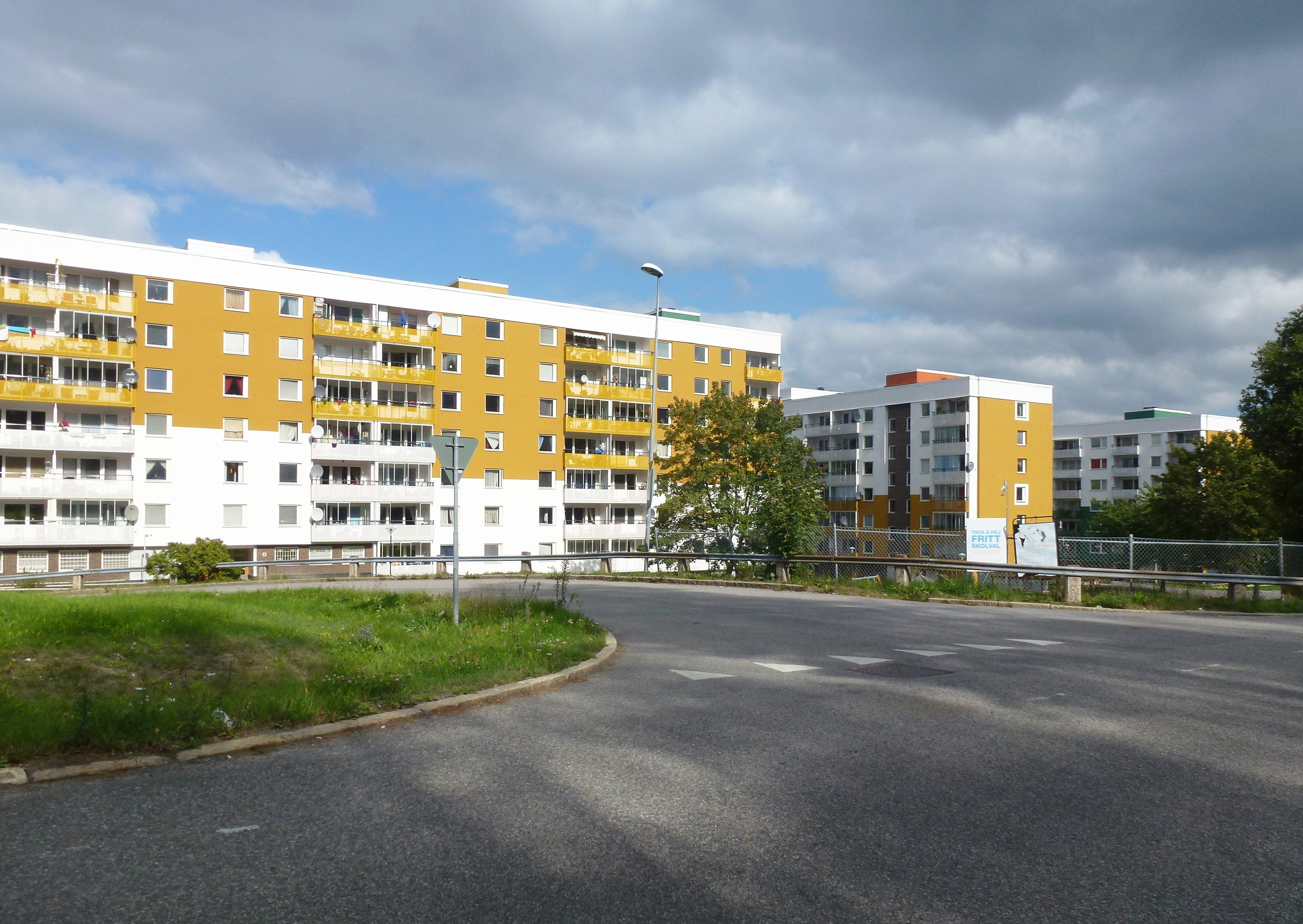
Bostadshus från miljonprogrammet i Alby.
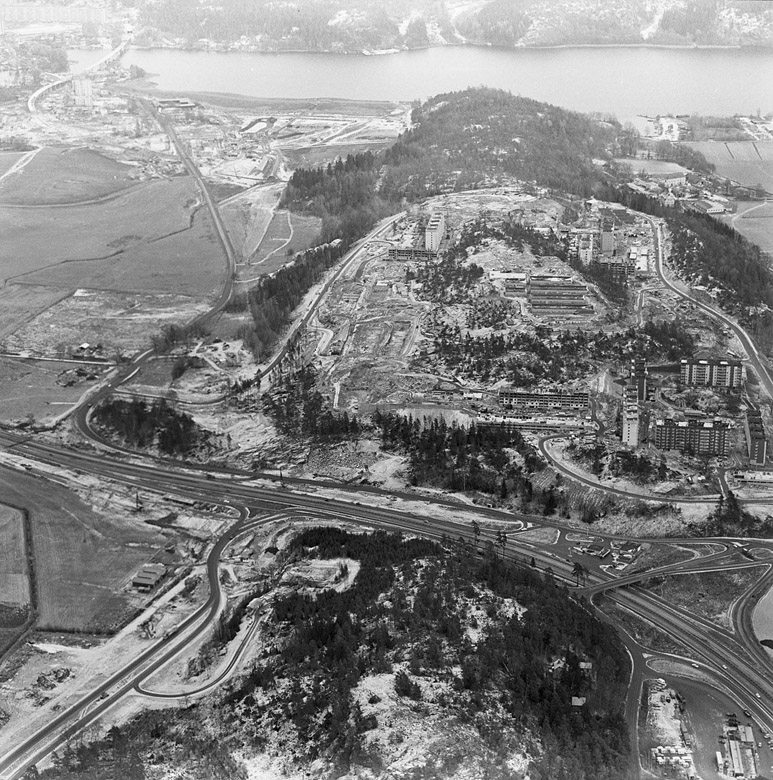
Flygbild över Alby och Fittja, november 1970.
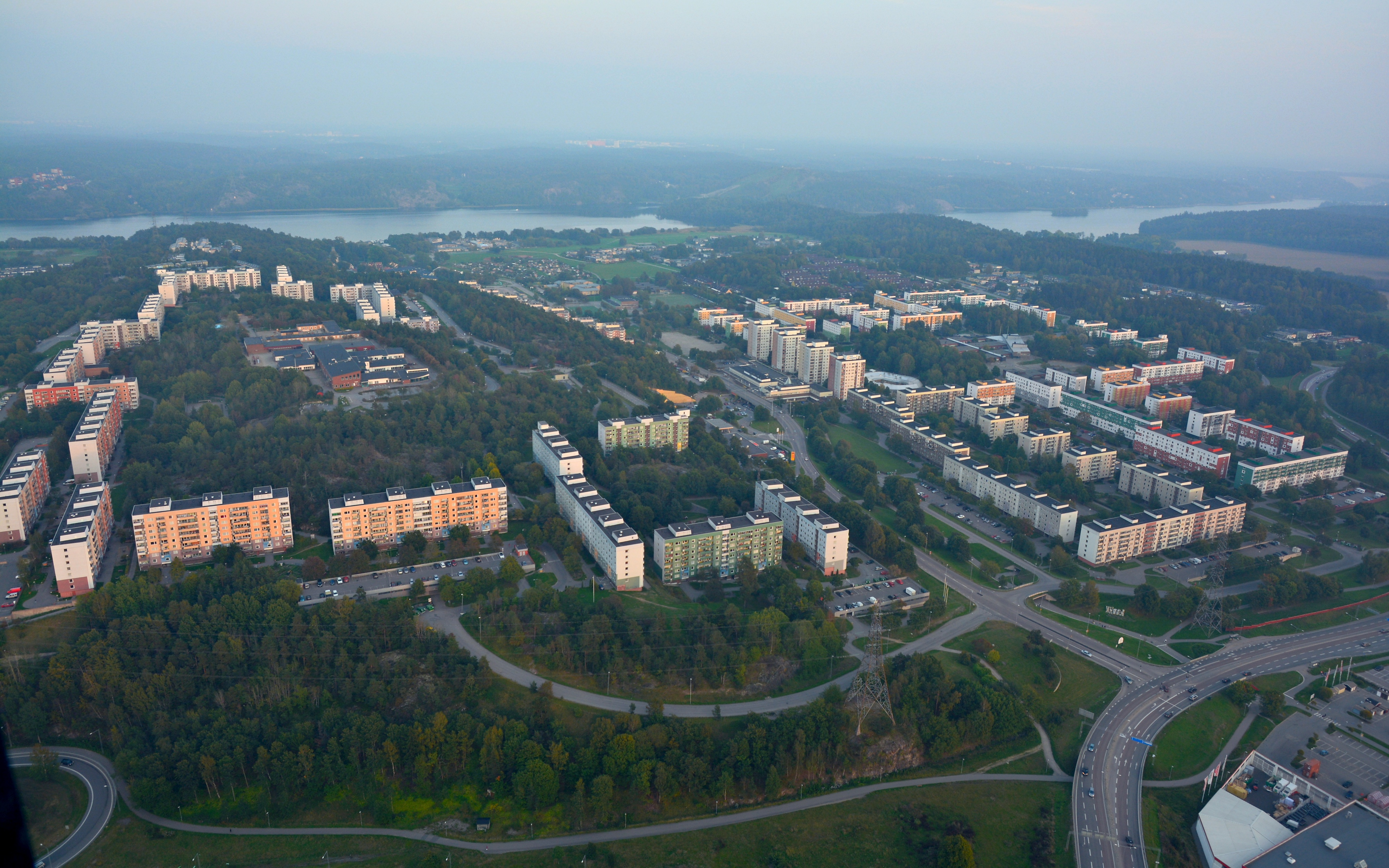
Flygbild över Alby, september 2014.